# Lamprosema disemalis
Lamprosema disemalis là một loài bướm đêm trong họ Crambidae.